# DEMIAN
데미안(DEMIAN, 본명: 손정혁, 1994년 3월 12일 ~ )은 2020년 3월 10일 첫 싱글 《Cassette》를 발매하며 데뷔했다. 활동명 '데미안'은 동명의 소설 '데미안'에서 따온 것이다.

## 학력
- 반포고등학교 (졸업)
- 고려대학교 경영대학 경영학과 (졸업)

## 음반

### 싱글, EP
| 발매일     | 앨범             | 곡                                     |
| ---------- | ---------------- | -------------------------------------- |
| 2020.03.10 | Cassette         | Cassette                               |
| 2020.06.24 | KARMA            | KARMA                                  |
| 2020.08.25 | YES              | YES                                    |
| 2021.3.3   | A Blue not Blues | LOVE%(Feat. 던 (DAWN)), One more night |

## 음반 외 활동

### DAILY:AN (데일리안)
DEMIAN의 브이로그로, 매주 월요일 오후 11시에 공식 유튜브 채널에 업로드 된다.

### 방송
- 슈퍼밴드 2(JTBC)-2021년

### 드라마
- 사운드트랙 2(디즈니+, 2023년) - 케이 역

### 영화
- 그 시절, 우리가 좋아했던 소녀(2025년) - 안성빈 역